# Gösta Löfgren
Gösta "Lövet" Löfgren, född 29 augusti 1923, död 5 september 2006, var en svensk fotbollsspelare (anfallare).
Löfgren spelade den största delen av sin karriär i Motala AIF, och spelade i Allsvenskan först efter att ha bidragit till att föra upp klubben till dess första och hittills enda säsong i högsta serien (den så kallade Mammutserien 1957-58). Han gick 1960 över till IFK Norrköping, där han samma år blev svensk mästare. Efter säsongen 1963 återvände han till Motala.
Han debuterade i landslaget redan som 18-årig division II-spelare 1951 och var med och tog brons vid Olympiska sommarspelen 1952. Han deltog även som reserv vid Världsmästerskapet i fotboll 1958, där han spelade vänsterinner i den reservbetonade matchen mot Wales (0–0). Han tilldelades Guldbollen 1955.
Efter den aktiva karriären var han bland annat tränare för IFK Norrköping 1971–1972.